# Škaljari
Škaljari es una localidad de Montenegro perteneciente al municipio de Kotor en el suroeste del país.
En 2011 tenía una población de 3807 habitantes, de los cuales 2126 eran étnicamente montenegrinos y 669 serbios. Es la segunda localidad más poblada del municipio, solo superada en población por Dobrota.
Se ubica en la costa de las bocas de Kotor en la periferia suroccidental de la capital municipal Kotor, en la salida de dicha localidad por la carretera E80 que lleva a Budva.

## Demografía
La localidad ha tenido la siguiente evolución demográfica:
| Gráfica de evolución demográfica de Škaljari entre 1948 y 2003 |
|                                                                |